# Chiswick Records
Chiswick Records (укр. Чизік Рекордс; від англ. Chiswick — Чизік, передмістя Лондона) — британський лейбл звукозапису, заснований 1975 року.
Засновниками лейблу «Чизік Рекордс», названого на честь району Лондона, стали колишній менеджер рок-гурту Thin Lizzy Тед Керролл та Роджер Армстронг. Першими виконавцями лейблу були рок-музиканти Вінс Тейлор та Лінк Рей. Надалі керівники Chiswick Records звернули увагу на панк-рокові гурти, видаючи записи The 101ers та Johnny and the Self Abusers. Серед наступних підписань лейблу рок-гурт Motörhead, Radio Stars, Rocky Sharpe and the Replays, Sniff 'n' the Tears та The Damned. Розповсюдженням записів Chiswick Records опікувалася компанія EMI.
Останній реліз Chiswick Records датовано 1984 роком, після чого Керролл та Армстронг заснували нову компанію Ace Records. Британський лейбл розповсюджував старі записи однойменної американської компанії Ace Records, а також перевидавав пісні та альбоми, що виходили на Chiswick Records. Пізніше Ace Records уклали угоду з низкою американських інді-лейблів, накшталт Fantasy, Stax, Specialty та Vanguard, розповсюджуючи їхні записи в Великій Британії.